# Peixe-leão-biocelado
O peixe-leão-biocelado (Dendrochirus biocellatus), é uma espécie de peixe venenoso nativo de recifes tropicais do Indo-Pacífico. Esse peixe possui um veneno extremamente letal em seus espinhos, sendo perigoso para crianças e idosos, embora na natureza seja um peixe tímido, preferindo viver entre fendas de rochas e corais. Assim como outras espécies de peixes-leões, é uma espécie carnívora, que se alimenta principalmente de peixes pequenos e crustáceos, como camarões.
Essa espécie é nativa do Indo-Pacífico, podendo ser encontrado nas Ilhas Mascarenhas, no Oceano índico, para as Maldivas até a Polinésia, do norte a sul para o Japão, Palau, Ilhas Marshall para o norte da Austrália.
Embora seja uma espécie venenosa, é muito apreciado no aquarismo, pois diferente das outras espécies de peixes-leões, não necessita de um aquário muito grande, podendo ser mantido em aquários de 30 a 50 litros (nano), mas com muito cuidado no manuseio da espécie na hora da alimentação.